# دانييلا إيفانغليستا
دانييلا إيفانغليستا هي عارضة وممثلة كندية، ولدت في 20 سبتمبر 1982 في فانكوفر في كندا.

## وصلات خارجية
- الموقع الرسمي
- دانييلا إيفانغليستا على موقع IMDb (الإنجليزية)
- دانييلا إيفانغليستا على موقع قاعدة بيانات الفيلم (الإنجليزية)
- دانييلا إيفانغليستا على موقع ANN person (الإنجليزية)